# Ambrogio Lorenzetti

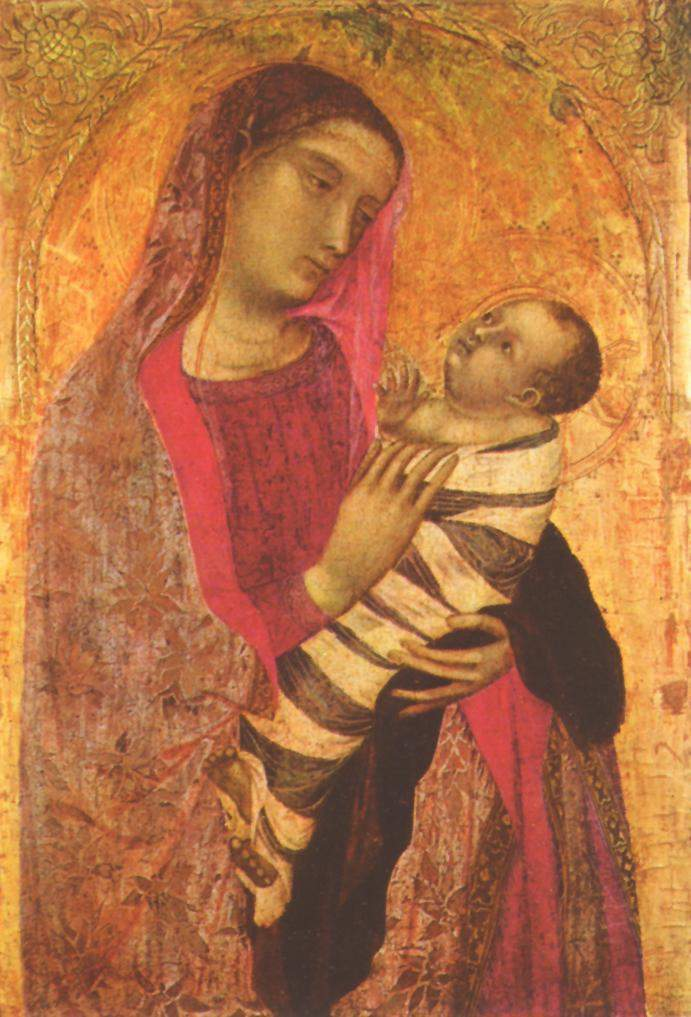
Madonna con niño, de 1319
Su primera obra conocida.

Presentación de Jesús en el Templo, obra expuesta en la galería Uffizi, Florencia.

Ambrogio Lorenzetti (Ambrosio en español, o Ambruogio Laurati), fue un pintor italiano de la escuela de Siena, nacido probablemente en 1290. Era el hermano menor de Pietro Lorenzetti, también pintor reconocido. Su máxima actividad se desarrolló entre los años 1317 y 1348, cuando murió, probablemente a causa de la Peste Negra, lo mismo que su hermano.
Se formó en el taller de Duccio di Buoninsegna. La obra más antigua que se le conoce es una «Madonna con niño» de 1319 (Museo Diocesano de San Cascianco) y desde allí se trasladó a Florencia donde ingresó en la cofradía de los médicos y especieros (que en esa época correspondía también a los pintores). Su estilo, influido por el de su amigo Simone Martini (el pintor más apreciado en su época) pero más naturalista, debido a la influencia de su maestro Duccio, era poco comprendido, por lo que sus comienzos no fueron muy exitosos. Hasta que recomendado por el propio Simone Martini, pudo trabajar para los papas franceses durante el Papado de Aviñón.
Cuando volvió a Siena, trabajó en los frescos de su Palazzo Pubblico o ayuntamiento (siglo XIV), en un ciclo narrativo de tema civil y político. La obra, realizada entre 1338 y 1340, en tres de los muros de la denominada «Sala dei Nove» (Salón de los Nueve), es una de las obras maestras del Prerrenacimiento. Se trata del primer conjunto pictórico medieval en el que se desarrolla un tema civil, con un claro programa propagandístico (el de los nueve gobernantes de la ciudad), en una serie de ambientes con paisajes tanto rurales como urbanos, dando como resultado una obra de absoluta novedad en el panorama artístico de la época. En una de las paredes se encontraba la «Alegoría del buen gobierno», en otra la obra titulada «Efectos del buen gobierno en la ciudad y el estado», siendo la tercera la «Alegoría del mal gobierno».

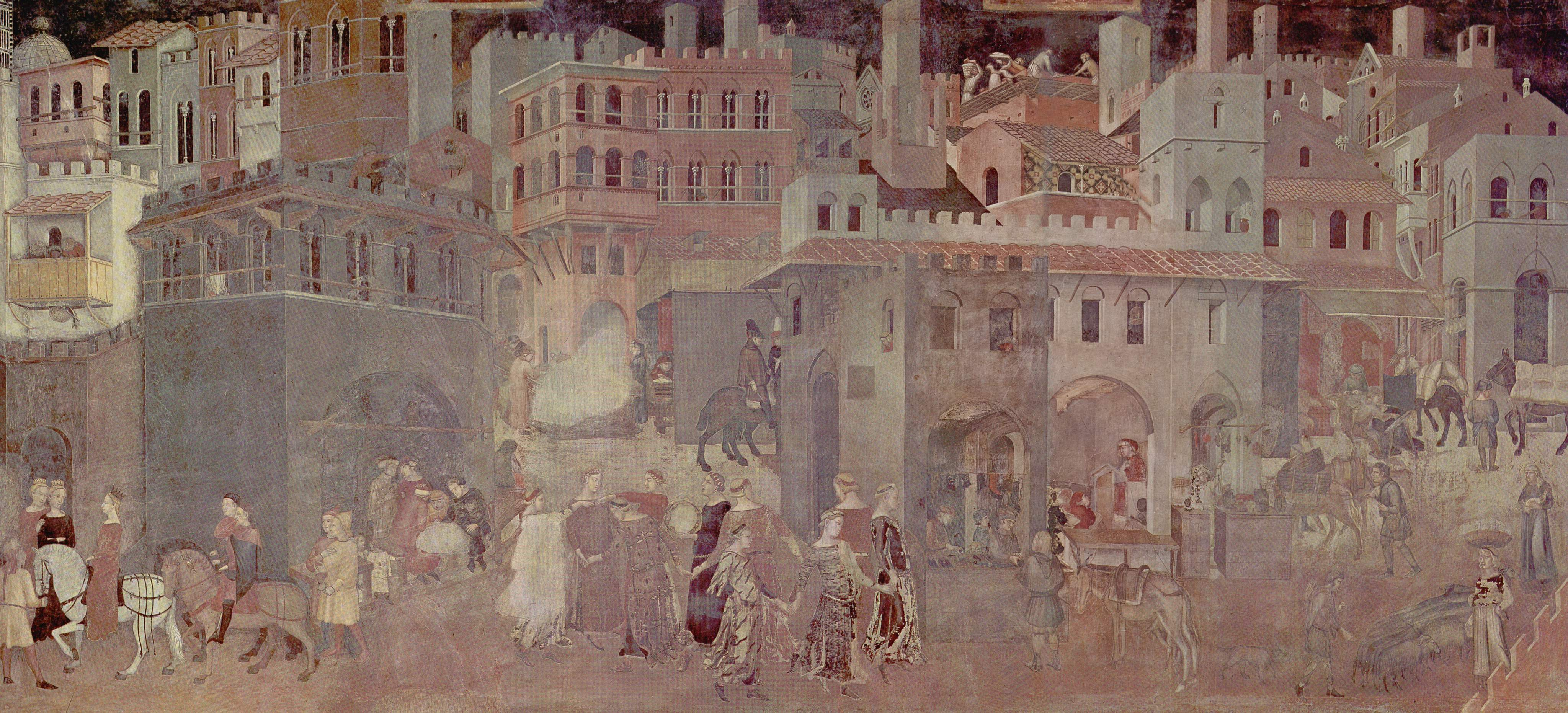
Alegoría del buen gobierno
Fresco pintado por Ambrogio Lorenzetti en el Salón de los Nueve del ayuntamiento de Siena.

El innovador influjo que Duccio ejerció sobre Ambrogio Lorenzetti hace que su forma de pintar no se corresponda exactamente con el estilo general de la escuela sienesa.
Aparte del conjunto de obras murales ya citado y la madonna entronizada de sus primeros años, destacan otras como el Políptico de San Procolo, en la basílica de San Francisco de Siena y La investidura de San Luis de Anjou, entre otras.